# Saad El-Katatni

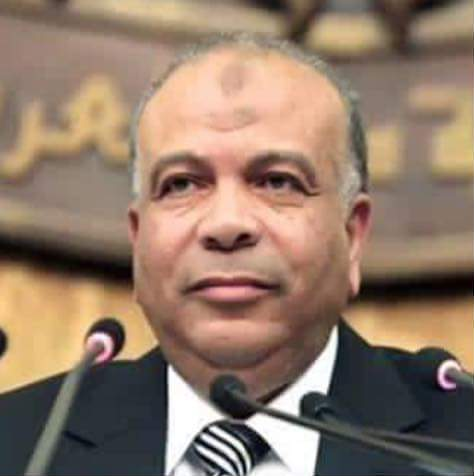
Dr. saad Katatni, político islamita egipcio.

Saad Mohamed Tawfik El-Katatni (en árabe: محمد سعد توفيق الكتاتني, alternativamente deletreado El-Katatny o Al-Katatni, nacido el 3 de abril de 1952) es un político islamista egipcio que ha sido el presidente del Partido Libertad y Justicia (FJP), por octubre de 2012. Desde enero de 2012 hasta su disolución en septiembre fue el primer Presidente de la Asamblea del Pueblo después de la revolución egipcia de 2011. Anteriormente, se desempeñó como el primer secretario general del FJP y fue miembro de la Oficina de Orientación de la Hermandad Musulmana.

## Carrera política
De 2005 a 2010, El-Katatni dirigió el bloque parlamentario de la Hermandad Musulmana. Más tarde, se desempeñó en la oficina de orientación del grupo. Cuando la Hermandad Musulmana fundó el Partido Libertad y Justicia el 30 de abril de 2011, El-Katatni fue elegido como secretario general del partido. Por lo tanto, se retiró de la oficina de orientación.
El 22 de enero de 2012, renunció como secretario de PLJ para ser elegido presidente de la Asamblea Popular de Egipto al día siguiente. Recibió 399 votos, el 80 por ciento de los 498 votos emitidos.
El 19 de octubre de 2012, el PLJ lo seleccionó para servir como presidente del partido. En ese momento, el PLJ es el partido político más grande de Egipto y controla el 47% de los asientos de la cámara baja del Parlamento de Egipto.

## Arresto
A raíz del golpe de Estado egipcio de 2013, El-Katatni fue arrestada el 4 de julio de 2013. El fiscal general egipcio Hisham Barakat ordenó que se congelaran sus activos el 14 de julio de 2013. El 29 de octubre de 2013, un panel de tres jueces en el Tribunal Penal de El Cairo se retiró del proceso, citando "inquietud" por el juicio. El 11 de diciembre de 2013, un segundo panel de jueces se retiró del juicio.